# Zug (Freiberg)
Zug ist ein Stadtteil der Großen Kreisstadt Freiberg im Landkreis Mittelsachsen (Freistaat Sachsen). Von 1839 bis zu seiner Eingemeindung am 1. Februar 1994 bildete Zug eine selbständige Gemeinde, die sich am 1. Juli 1950 mit Langenrinne zu einer neuen Gemeinde Zug zusammenschloss. Durch Zug verläuft die Silberstraße. Die Bergbaulandschaft Zug ist Teil des UNESCO-Welterbes Montanregion Erzgebirge.
Der Freiberger Stadtteil Zug unterteilt sich in die Stadtviertel Oberzug, Niederzug, Pulvermühle, Rotes Vorwerk und Langenrinne.

## Geografie

### Lage

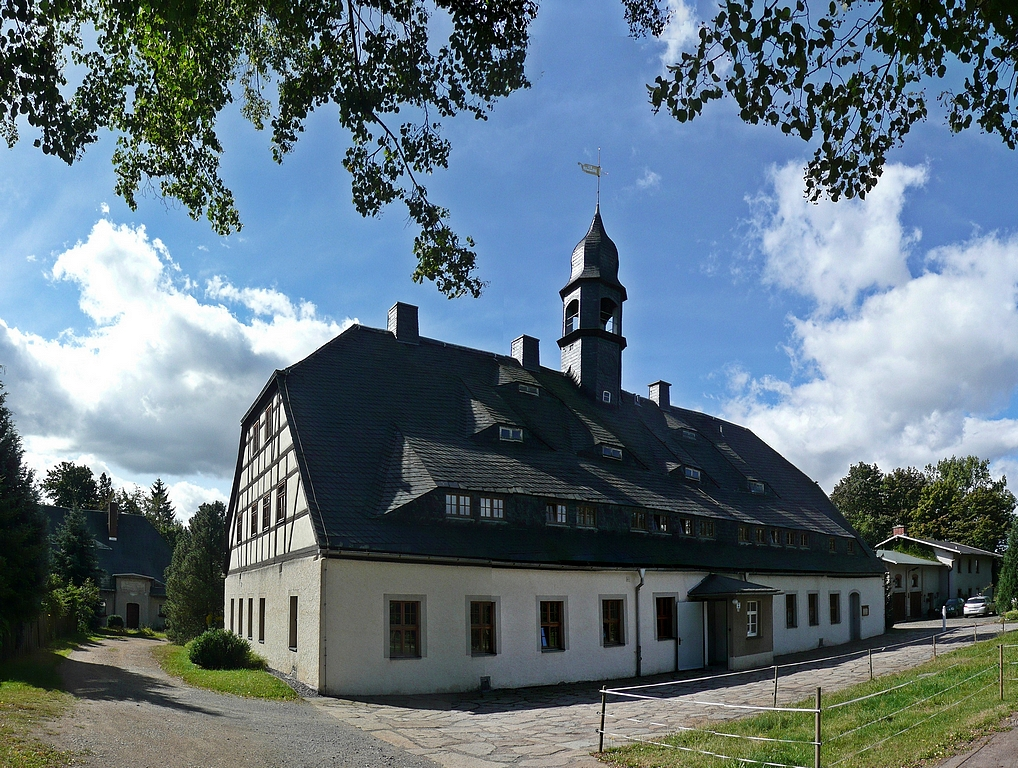
Das 1786 errichtete Huthaus der "Beschert Glück Fundgrube" ist eines der repräsentativsten und am besten erhaltenen Huthäuser der Bergbauregion um Zug

Zug erstreckt sich vom Tal des oberen Münzbaches im Osten bis etwa zu der Freiberg und Brand-Erbisdorf verbindenden Straße, der heutigen Bundesstraße 101, und den östlichsten Jagen des Hospitalwaldes und Freiberger Stadtwaldes im Westen mit dem Flächennaturdenkmal Tümpel am Letzten Dreier. Im Norden wird Zug von der bis 1994 bestehenden Freiberger Stadtgrenze mit den Stadtvierteln Wasserberg und Seilerberg begrenzt. Im Süden bildet die Brand-Erbisdorfer Stadtgrenze den Abschluss. Geschlossene Siedlungsgebiete sind am so genannten Stollnhaus (von „Bergwerksstollen“, der im sächsischen Kulturkreis traditionell stets „Stolln“ geschrieben wird), östlich des Münzbaches und neuerdings an der so genannten Rosine, Am Krönerstolln und Am Obergöpelschacht.
Zug ist eine typische Streusiedlung, die aus den Ortsteilen Niederzug, Mittelzug und Oberzug gebildet wurde. Alte historische Bezeichnungen des Gebietes sind Oberloßnitz, Rotes Vorwerk, Forwergk aufm Wasserbergk und Auf dem Zuge. Gemeinsam mit dem 1950 eingemeindeten Ortsteil Langenrinne bildet der Ort heute den Freiberger Stadtteil Zug, der aus den folgenden fünf Stadtvierteln besteht:
- Rotes Vorwerk: im Westen an der B 101 und der Stadtgrenze zu Brand-Erbisdorf
- Oberzug: südliches Zentrum, mit Siedlung „Am Obergöpelschacht“
- Niederzug: nördliches Zentrum, mit Staatlichem Amt für Landwirtschaft
- Langenrinne: im Osten am Münzbach und der „Berthelsdorfer Straße“ und Siedlung Rosine an der „Frauensteiner Straße“
- Pulvermühle: im äußersten Osten an der Freiberger Mulde

### Nachbarorte
| Freiberg, Stadtteil Freiberg-West (Stadtviertel Wasserberg) | Freiberg, Stadtteil Freiberg-Süd (Stadtviertel Seilerberg) |              |
|                                                             | Kompassrose, die auf Nachbargemeinden zeigt                | Langenrinne  |
| Brand-Erbisdorf                                             |                                                            | Berthelsdorf |

## Geschichte

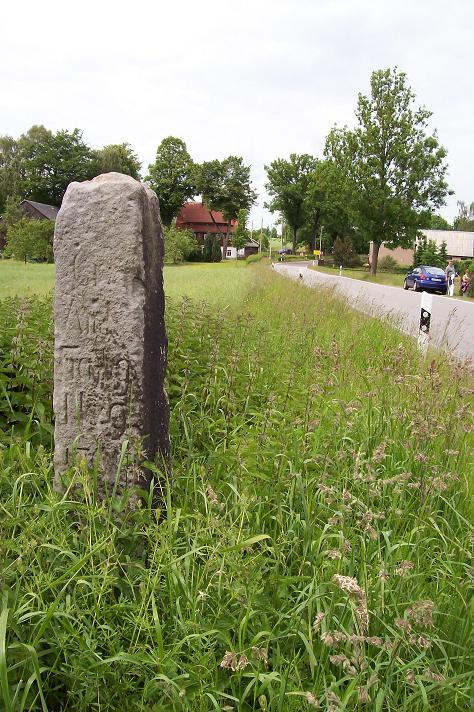
Ehemalige Grenzsäule der Stadt Freiberg zum Kreisamt Freiberg von 1791 an der Hauptstraße zwischen Zug und Brand-Erbisdorf, 2014 abgebrochen und entwendet

Im Gebiet südlich von Freiberg wurde bereits im 12. Jahrhundert Bergbau betrieben, wobei es im 16. Jahrhundert – wie im gesamten Freiberger Bergbaurevier – zu einer Blütezeit kam. Das Dorf Zug wurde 1578 erstmals urkundlich erwähnt. 1786 schrieb man der Zug und 1806 aufm niedern Zuge. Der Name Zug kommt aus der Bergmannssprache. Man bezeichnete damit eine Anzahl beieinander liegender Gänge, Lager oder Flöze, auch eine Anzahl von auf derselben Lagerstätte gebauten Bergwerke. Die Bergbaulandschaft von Zug durchquerten vier mächtige Haldenzüge. Dies waren der Rosenkranz-, Turmhofer-, Hohbirker- und Krönertzug, auf denen besonders Silber- und Bleierz abgebaut wurde.
Keimzellen des Ortes bildeten die verschiedensten Gebäude, die dem Bergbau dienten, wie Grubengebäude, Huthäuser und Pferdegöpel und die dem ehemaligen Freiberger Amtsdorf Berthelsdorf angrenzenden Flure und Gebäude der regellos angelegten Bergmannssiedlung Brand. Weiterhin gelten als Keimzellen das bereits 1445 erwähnte Rote Vorwerk oder Rotvorwerk, das Hilligersche Vorwerk und das Mauckische Vorwerk.
Auf den Fluren von Zug fand die Schlacht bei Freiberg, das letzte Gefecht des Siebenjährigen Krieges (1756 bis 1763), statt. Auf dem Drei-Brüder-Schacht und dem Constantinschacht wurde das erste Kavernenkraftwerk der Welt eingerichtet, das noch bis 1972 in Betrieb war. Unter diesen Schächten verläuft der Rothschönberger Stolln.
1839 bildete sich aus Nieder-, Mittel- und Oberzug die Gemeinde Zug. Zug lag bis 1856 im kursächsischen bzw. königlich-sächsischen Kreisamt Freiberg. Ab 1856 gehörte der Ort zum Gerichtsamt Freiberg und ab 1875 zur Amtshauptmannschaft Freiberg. 1913 wurde der Bergbau eingestellt.
Am 1. Juli 1950 wurde die bis dahin eigenständige Gemeinde Langenrinne nach Zug eingemeindet, das durch die zweite Kreisreform in der DDR Jahr 1952 zum Kreis Freiberg im Bezirk Chemnitz (1953 in Bezirk Karl-Marx-Stadt umbenannt) kam. Dieser wurde ab 1990 als sächsischer Landkreis Freiberg fortgeführt und ging im Jahr 2008 im Landkreis Mittelsachsen auf.
Mit der Eingemeindung am 1. Februar 1994 wurde die Gemeinde Zug ein Stadtteil der Stadt Freiberg.

## Verkehr

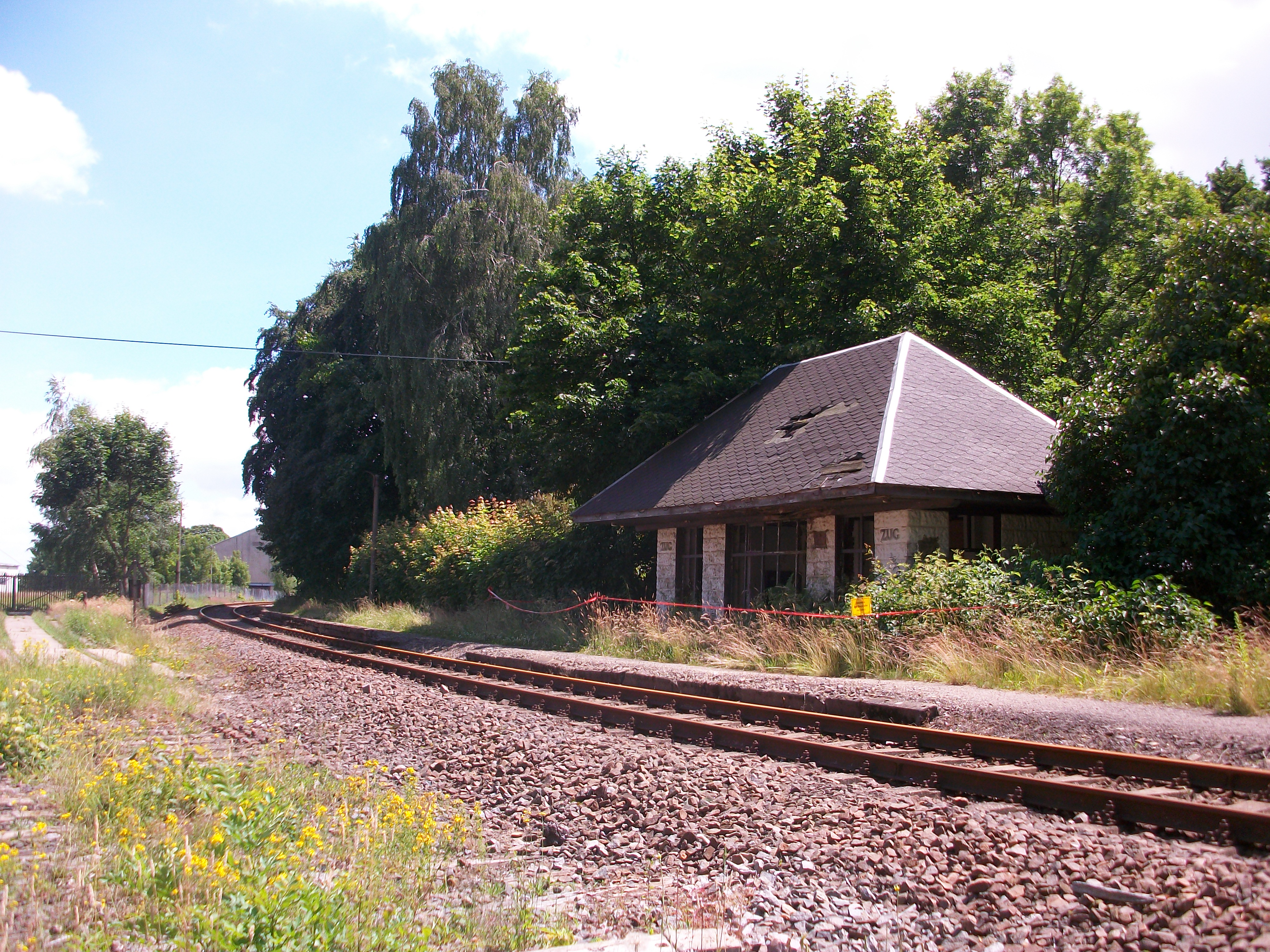
Haltepunkt Zug (2016)

Westlich von Zug verläuft die Bundesstraße 101 (Silberstraße). Seit 1901 hatte der Ort mit dem am südlichen Ortsrand gelegenen Haltepunkt Zug eine Bahnstation an der Bahnstrecke Berthelsdorf–Großhartmannsdorf. Bis zum 23. Mai 1998 verkehrten hier Personenzüge. Die Strecke ist inzwischen nur noch zwischen Berthelsdorf (Erzgeb) und Brand-Erbisdorf in Betrieb, wird jedoch selten befahren.

## Sonstiges
Zug bildet mit seinen Huthäusern, Erzwäschen, Scheidebänken, Bergschmieden, Kunstgräben, Röschen und mit den Bergbauhalden und Bingen ein flächenhaftes technisches und kulturelles Denkmal und war ehemals ein wichtiger Teil des Freiberger Bergbaureviers.
Auf den Bergwerkshalden hat sich zum Teil eine eigenständige Flora entwickelt. Im Ortsgebiet von Zug existieren u. a. folgende Fundgruben:
- Tiefer Fürstenstolln in Emanuel
- Prophet Daniel Fundgrube
- Halbe Kaue
- Kurfürst Johann Georgen Stolln
- Segen Gottes Herzog August Fundgrube mit Drei-Brüder-Schacht
- Beschert Glück Fundgrube
- Konstantinschacht
- Alte Mordgrube – späterer Mendenschacht

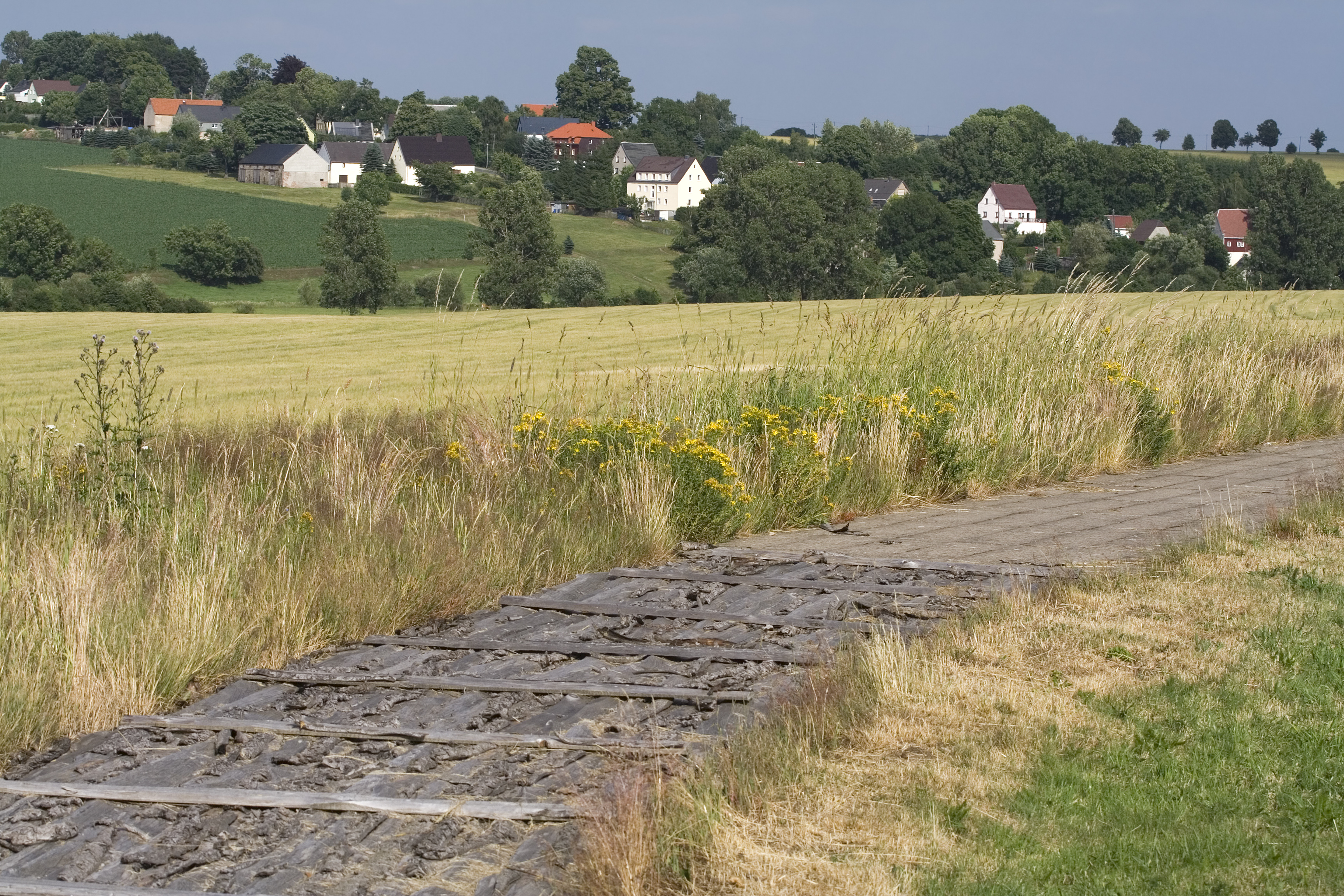
Hohbirker Kunstgraben
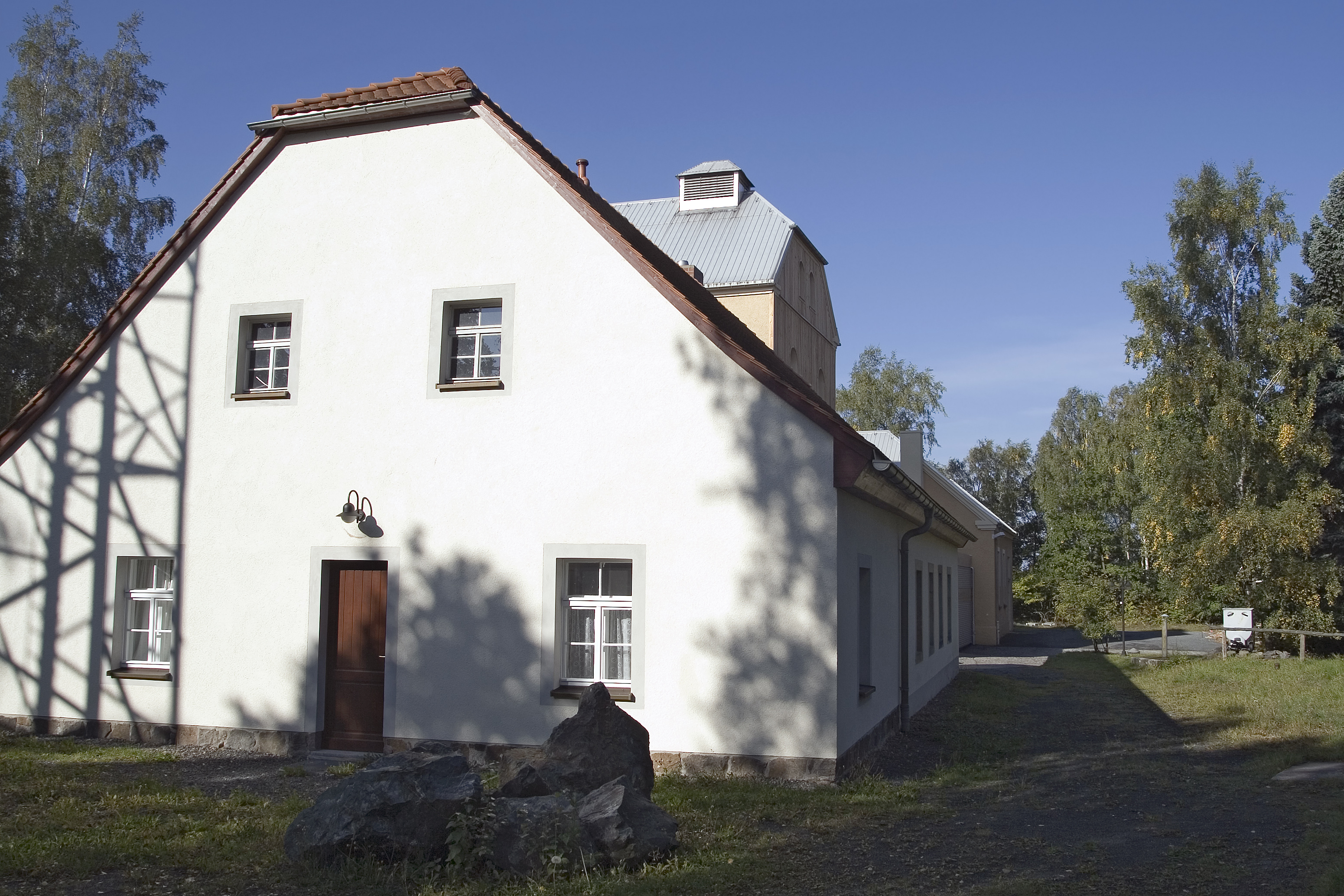
Drei-Brüder-Schacht
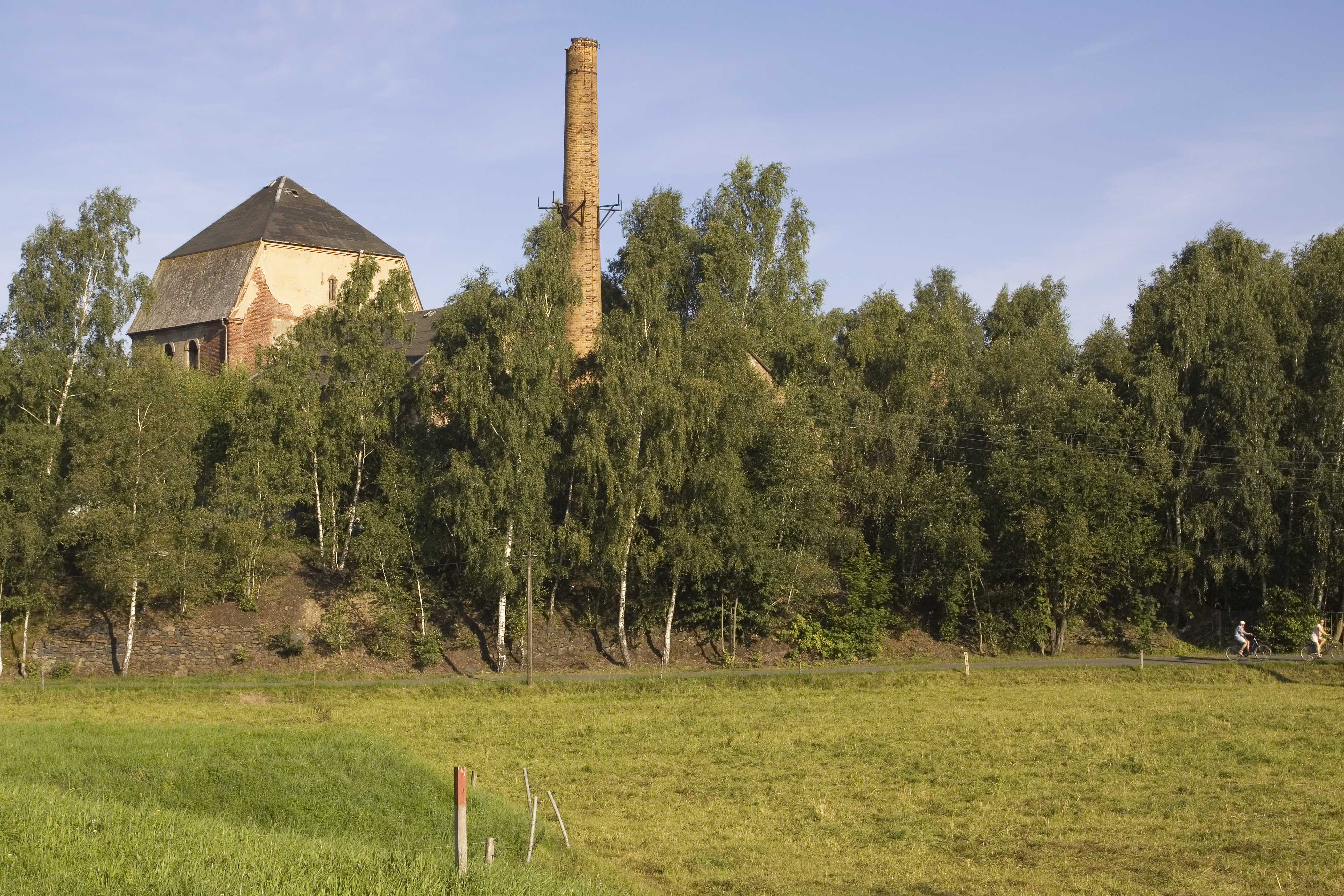
Constantinschacht
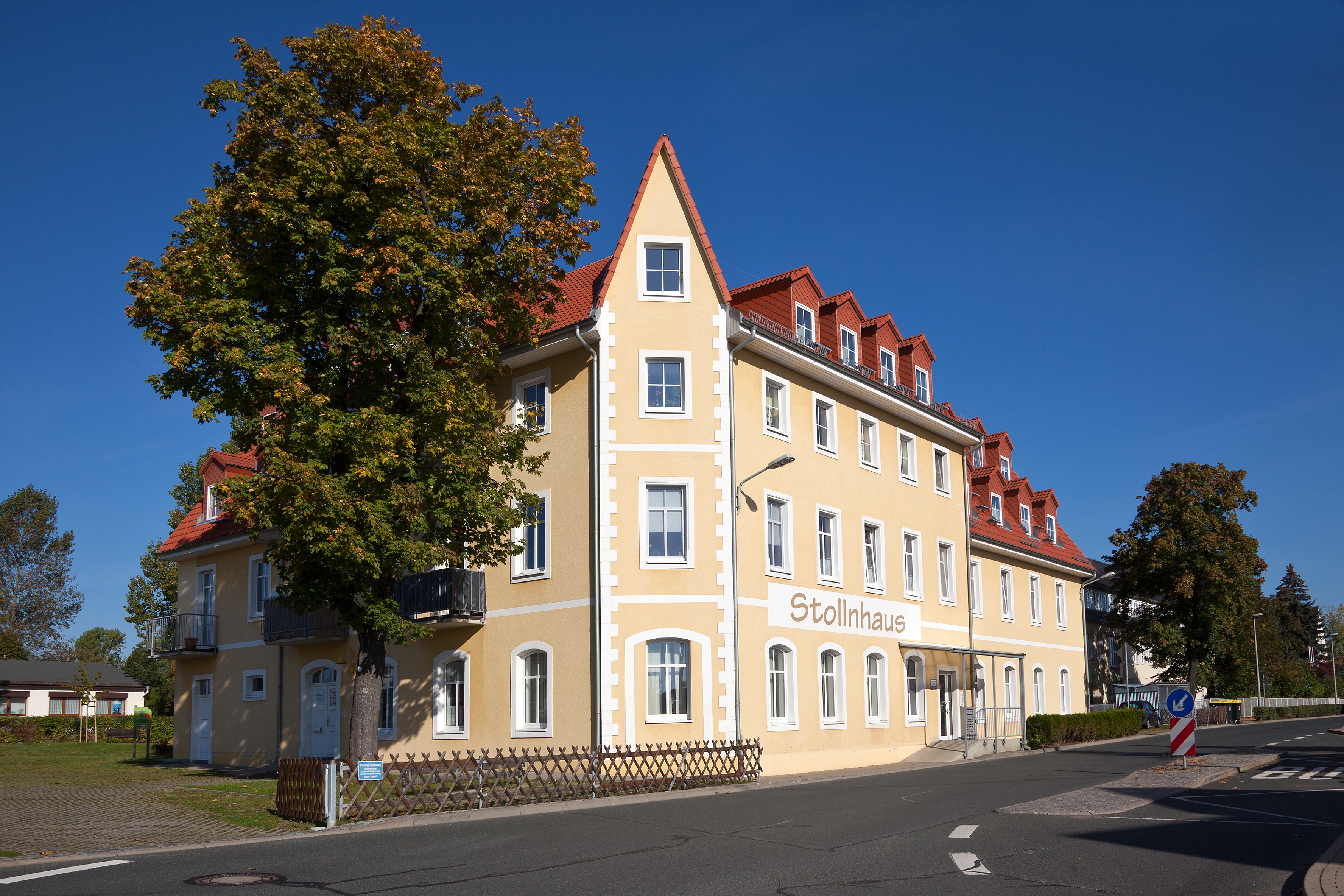
Stollnhaus
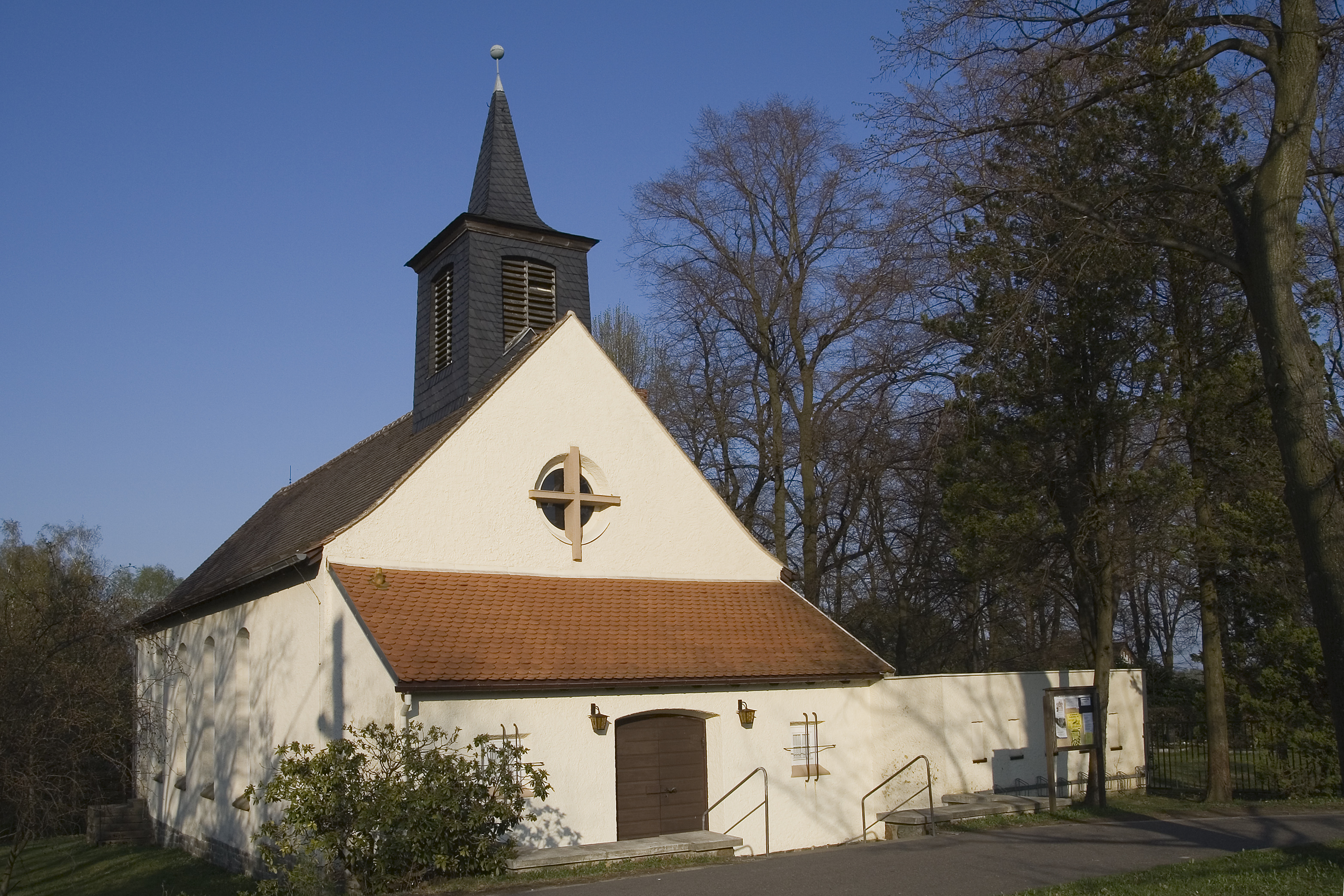
Kapelle Zug
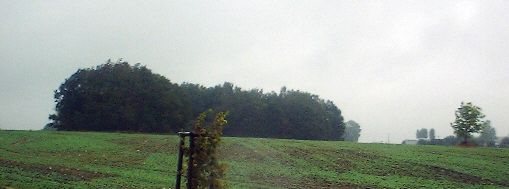
Bergbauhalde unweit des Dreibrüderschachtes

## Persönlichkeiten
- Karl Schmidtchen (1858–1923), Bergmann, Konsumgenossenschafter und Mitglied des Vorstands des Zentralverbandes deutscher Konsumvereine (ZdK)
- Günter Kutzschebauch (1930–1996), geboren in Zug, Vizeadmiral der Volksmarine der NVA und letzter Vorsitzender des Zentralvorstandes der GST